# Ройсевич, Сюзан
Сюзан Мэри Ройсевич (англ. Susan Marie Rojcewicz; род. 29 мая 1953) ― американская баскетболистка, принимала участие в летних Олимпийских играх 1976 года. Она родилась в городе Вустер, штат Массачусетс. Закончив учёбу в Университете Южного Коннектикута в 1975 году, где она выступала в баскетбольной команде, стала преподавателем физкультуры и помощником баскетбольного тренера в Университет штата Пенсильвания.

## Баскетбол
В 1975 году Ройсевич был отобрана в женскую сборную США по баскетболу для участия в Чемпионат мира по баскетболу среди женщин 1975, что проводился в Колумбии, и в Панамериканских Играх в Мехико, Мексика. Играла в одной команде с такими баскетбольными звёздами, как Нэнси Либерман, Энн Мейерс и Пэт Саммитт. На чемпионате мира по баскетболу команда США финишировала на восьмом месте. Ройсевич в среднем имела 7,7 очка за игру. На Панамериканских играх сборная США прошла без поражений в семи играх, и её игроки были удостоены золотых медалей: это была первая победа американской команды начиная с 1963 года.
Ройсевич также выступала за сборную США по баскетболу, на Олимпиаде 1976 года: это был первый год, когда на Олимпиаде в соревнованиях по баскетболу участвовали женщины. Команда США закончила со счётом 3-2, уступив в конечном итоге сборной СССР в полуфинале, и одержав победу в финальном матче против команды Чехословакии, тем самым выиграв для себя серебряные медали. Ройсевич же в среднем имела 7,2 очка за игру.